# Megan Nicole
Pour les articles homonymes, voir Nicole et Flores.
Megan Nicole Flores (née le 1er septembre 1993) plus connue sous le nom de Megan Nicole, est une auteur-compositeur-interprète qui a débuté sur YouTube.

## Biographie

### Jeunesse
Née à Houston et élevée à Katy au Texas, Megan Nicole est la fille de Tammy et Frankie Flores et a une petite sœur nommée Madison.
Elle découvre sa passion pour la musique quand son père lui achète un karaoké mais elle ne souhaite vivre de la musique qu'à partir de ses années lycée. Elle s’investit également dans la chorale de son école.
Elle joue du piano et de la guitare.

### Carrière
En 2009, Megan poste sa 1re vidéo sur YouTube, une reprise de Use Somebody par Kings of Leon. Elle a posté d'autres reprises sur sa chaine Youtube, incluant des chansons par Bruno Mars, Katy Perry, Justin Bieber, Taylor Swift, Selena Gomez et d'autres. Elle a fait des collaborations avec Tiffany Alvord, Alyssa Bernal, Tyler Ward, Conor Maynard et Lindsey Stirling.
Megan Nicole sort sa 1re chanson originale, "B-e-a-utiful", le 15 juillet 2011. La chanson est écrite par Megan Nicole, Lairs Johnston, Stephen Folden, et Tom Mgrdichian, la chanson a été vue 1 million de fois en 2 jours et 27 millions de fois en novembre 2013.
En août 2012, Megan Nicole signe avec Bad Boy Records,
Le numéro d'avril 2014 de The News Tribute dit que sur YouTube, Megan Nicole a 1.5 million d'abonnés et 350 millions de vues en tout.
Elle s'est produite au Pre-show du Radio Disney Music Awards 2014.
Le 19 aout 2014, Megan Nicole sort le single Electrified. C'est le 1er single qui se trouve sur son EP Escape, c'est aussi une production indépendante de Hume Records. Son EP, contient 5 nouvelles chansons originales, toutes co-écrites par Megan Nicole et Mgrdichian. Escape est sorti le 14 octobre 2014. Les années 1980 ont inspiré le clip de Electrified, sorti pour la 1re fois sur People.com le 16 septembre 2014.
Depuis décembre 2014, Megan Nicole a sorti un EP Escape, elle a 2.5 millions d'abonnés et 548 millions de vues sur YouTube.
Megan Nicole sort le clip de la chanson FUN extrait de Escape, le 21 novembre 2014, pour les YouTube Music Awards 2015 présenté comme un YouTube Music Moment. La vidéo compte 1,4 million de vues après une semaine.
On peut désormais retrouver sur sa chaîne YouTube un show intitulé Let's Be Friends With Megan Nicole qui se compose de plusieurs épisodes où on retrouve notamment Megan Batoon, sa sœur Madison, Andrea Russett, ou encore Ashley Tisdale.

## Vie privée
Megan Nicole s'est mariée le 1er juillet 2017, à l'âge de 23 ans avec l'acteur Cooper Green.

## Discographie

### EP
| Informations |
| --- |
| ESCAPE. - Sortie: 14 octobre 2014 (U.S.) - Label: Hume Records - Produit par: Tom Mgrdichian - Liste des Titres: - 1. Electrified - 2. Fun - 3. Alright - 4. Escape - 5. Courageous |

### Singles

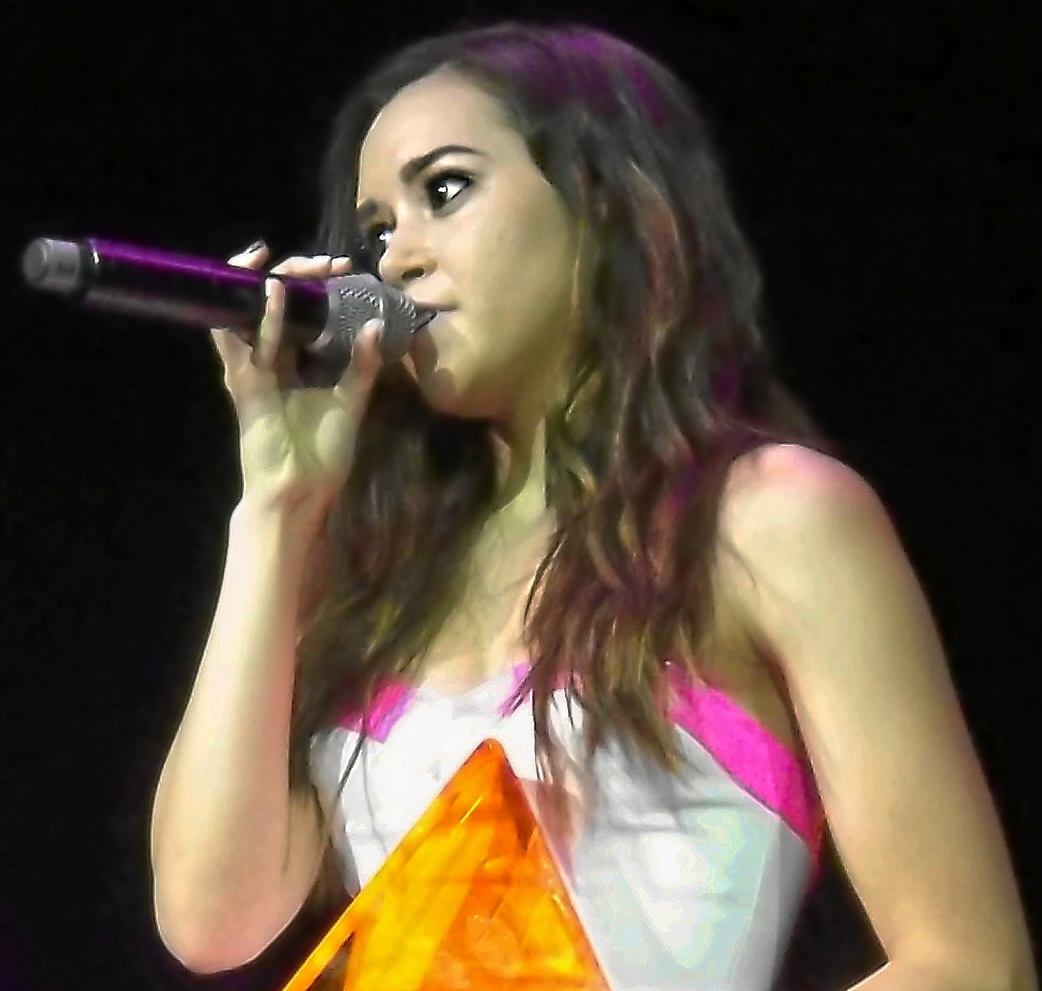
Megan Nicole sur scène en 2014

| Titre                    | Année |
| ------------------------ | ----- |
| "B-e-a-utiful"           | 2011  |
| "Summer Forever"         | 2013  |
| "Never Wanna Let You Go" | 2014  |
| "Never Have I Ever"      | 2014  |
| "Electrified",           | 2014  |
| "FUN"                    | 2014  |
| "Escape"                 | 2015  |
| "Look at Whatcha Done"   | 2015  |

### Reprises
Classés par ordre de mise en ligne sur YouTube.
- 2009 : Use Somebody par Kings of Leon

- 2010 : One Time par Justin Bieber

- 2010 : Baby par Justin Bieber featuring Ludacris

- 2010 : The Way I Am par Ingrid Michaelson

- 2010 : U Smile par Justin Bieber

- 2010 : Like a Star par Corinne Bailey Rae

- 2010 : The Only Exception par Paramore

- 2010 : Teenage Dream par Katy Perry

- 2010 : DJ Got Us Fallin' in Love par Usher featuring Pitbull

- 2010 : Club Can't Handle Me/Dynamite par Flo Rida featuring David Guetta/Taio Cruz

- 2010 : Raise Your Glass par P!nk

- 2011 : Forget You par Cee Lo Green

- 2011 : Who Says par Selena Gomez

- 2011 : Super Bass par Nicki Minaj

- 2011 : Next To You par Chris Brown (featuring Justin Bieber)

- 2011 : Good Life (en) par OneRepublic

- 2011 : Skyscraper par Demi Lovato

- 2011 : Mean par Taylor Swift

- 2011 : Poison and Wine par The Civil Wars

- 2011 : Stereo Hearts par Gym Class Heroes (featuring Adam Levine)

- 2011 : We Found Love par Rihanna (feat. Calvin Harris)

- 2011 :  Without You par David Guetta (feat. Usher)

- 2011 : Mistletoe par Justin Bieber

- 2011 : Hit The Lights par Selena Gomez

- 2011 : The One That Got Away par Katy Perry

- 2012 : Safe & Sound par Taylor Swift (feat. The Civil Wars)

- 2012 : It Will Rain par Bruno Mars

- 2012 : It Girl par Jason Derulo

- 2012 : You Da One par Rihanna

- 2012 : Domino par Jessie J

- 2012 :  Good Felling par Flo Rida

- 2012 : How To Love par Lil Wayne

- 2012 : The Lazy Song par Bruno Mars

- 2012 : Firework Par Katy Perry

- 2012 : Lighter par Eminem (feat. Bruno Mars & Royce Da 5'9)

- 2012 : Pray par Justin Bieber

- 2012 : Hold My Hand par Michael Jackson

- 2012 : Call Me Maybe par Carly Rae Jepsen

- 2012 : Part Of Me par Katy Perry

- 2012 : Secrets par OneRepublic

- 2012 : Billionaire par Travie McCoy & Bruno Mars

- 2012 : Just A Kiss par Lady Antebellum

- 2012 : What Makes You Beautiful par les One Direction

- 2012 : Glad You Came par The Wanted

- 2012 : Heaven par Bryan Adams

- 2012 : Payphone par Maroon 5

- 2012 : Starships par Nicki Minaj

- 2012 : Please Don't Go par Mike Posner

- 2012 : Born This Way par Lady Gaga

- 2012 : Feel So Close par Calvin Harris

- 2012 : One Thing par One Direction

- 2012 : The A Team par Ed Sheeran

- 2012 : Good Time par Carly Rae Jepsen & Owl City

- 2012 : Just the Way You Are par Bruno Mars

- 2012 : We Are Never Ever Getting Back Together par Taylor Swift

- 2012 : Sunday Morning par Maroon 5

- 2012 : Live While We're Young par les One Direction

- 2012 : Titanium par David Guetta (feat. Sia Furler)

- 2012 : Locked Out of Heaven  par Bruno Mars

- 2012 : Have Yourself a Merry Little Christmas

- 2013 : Kiss You par les One Direction

- 2013 : Begin Again par Taylor Swift

- 2013 : Stay par Rihanna (feat. Mikky Ekko)

- 2013 : Just Give Me a Reason par P!nk) (feat. Nate Ruess)

- 2013 : Let's Stay Together par Al Green

- 2013 : Here's To Never Growing Up par Avril Lavigne

- 2013 : Blurred Lines par Robin Thicke (feat. T.I. & Pharrell Williams)

- 2013 :  Treasure par Bruno Mars

- 2013 : Roar par Katy Perry

- 2013 : Wrecking Ball par Miley Cyrus

- 2013 : Royals par Lorde

- 2013 : Unconditionally par Katy Perry

- 2013 : Santa Baby

- 2013 : All I Want for Christmas Is You par Mariah Carey

- 2014 : Best Song Ever par les One Direction

- 2014 :  La La La par Naughty Boy (feat. Sam Smith)

- 2014 : If I Could Change Your Mind par Haim

- 2014 : Fancy par Iggy Azalea (feat. Charli XCX)

- 2014 : Maps par Maroon 5

- 2014 : Shake It Off par Taylor Swift

- 2014 : Cool Kids par Echosmith

- 2014 : All About That Bass par Meghan Trainor

- 2014 : The Hearts Wants What I Wants par Selena Gomez

- 2014 : Winter Wonderland par Holiday

- 2015 : Style par Taylor Swift

- 2015 : I Want You to Know (en) par Zedd (Feat Selena Gomez)

- 2015 : Bad Blood de Taylor Swift feturing Kendrick Lamar

- 2015 : Flashlight de Jessie J

- 2015 : Sorry de Justin Bieber

## Filmographie
- 2015 : Summer Forever : Sydney.